# 竜口市
竜口市（りゅうこう-し）は、中華人民共和国山東省煙台市にある県級市。膠東半島の西北部、渤海湾南岸に位置する。殷末に萊国が建国され、秦により斉郡が設置されたのが黄県の始まりである。徐福生誕の地でもある。1986年黄県より、竜口市に昇格。市の名前は竜口港に因む。

## 行政区画
- 街道：東萊街道、竜港街道、新嘉街道、徐福街道、東江街道
- 鎮：黄山館鎮、北馬鎮、芦頭鎮、下丁家鎮、七甲鎮、石良鎮、蘭高鎮、諸由観鎮
- 竜口経済開発区

## 交通
- 206国道、威烏高速道路
- 竜口港

## 特産品
- いわゆる“竜口春雨”（中国語: 龙口粉丝; Lóngkǒu fěnsī）でよく知られている。
- 山東梨（黄県長把梨-東江鎮の崔家村原産。清の康熙年間に栽培が始まり、接木を繰り返し今の山東梨となる。
- 竜口葡萄
- 竜口苺
- 車海老
- 桑島ナマコ - 市内の桑島周辺で産する。

## 観光
- 屺母島
- 南山風景区、南山禅寺、南山大仏
- 徐公祠（徐福街道にある）
- 丁氏故宅 - 全国重点文物保護単位に指定されている。